# Barrage de Kesiksuyu
Le barrage de Kesiksuyu est un barrage en Turquie dans la province d'Osmaniye à proximité de la limite de la province d'Adana.  